# 風漂花
『風漂花』（ふうひょうか）は、真崎守による日本の漫画作品である。

## 概要
『コスモコミック』（サンポウジャーナル）に1978年(昭和53年）9月20日号（創刊号）から12月20日号（7号）まで連載され、掲載誌休刊に伴い全7話で未完に終わった。
室町時代中期、8代将軍義政の時代、応仁の乱以降の下剋上乱世につながる対立の萌芽が生まれたターニング・ポイントの時代を舞台にした群像劇。
1960年代終わりから1970年代前半を時代と共に駆け抜けた漫画家・真崎守の、1970年代後半のマインドワークの境地の到達作として「水滸伝」（学習研究社グローバルコミックス描き下ろし）と双璧をなす作品。

## あらすじ
中条流兵法者中条主水の家臣で剣の達人・所一道はある日、都外れの掘立小屋に住む幻妙斎という老人を切り捨てよとの命を受けた。幻妙斎はかつて巨石を木刀で真っ二つに斬るほどの達人であったが、一休宗純と出逢い剣を捨てた人物である。果し合いを望む一道に対し、幻妙斎は無駄だ（一道では勝てない）と言い、意味が判らぬなら下の谷川の水汲み男を一太刀で仕留めて来るよう注文を付ける。川に向かい道を降りた一道は件の水汲み男と出会い、造作なくやれると思い斬りかかったが逆に手桶の水を浴びる破目になり、なぜ自分が敗けたのかが判らぬまま居つくことになった。その水汲み男は幼い頃に一休宗純から幻妙斎に預けられ受け太刀を学んだ牙鏡示という男で、彼はほどなく今参局に出逢い男女の仲になる…

## 単行本
1987年：五柳書院五柳叢書『風漂花』全1巻
未完だった雑誌掲載分に加筆修正を施し単行本化された。